# فیبی والر-بریج
فیبی مری والر-بریج (انگلیسی: Phoebe Mary Waller-Bridge؛ زادهٔ ۱۴ ژوئیهٔ ۱۹۸۵) بازیگر، نویسنده و تهیه‌کنندهٔ بریتانیایی است. وی از سال ۲۰۰۹ میلادی تاکنون مشغول فعالیت بوده‌است.
از فیلم‌ها یا برنامه‌های تلویزیونی که وی در آن نقش داشته‌است می‌توان به فلیبگ، کشتن ایو، آلبرت نابز، مرد باش، بانوی آهنی، خداحافظ کریستوفر رابین و سولو: داستانی از جنگ ستارگان اشاره کرد.
او در مراسم امی سال ۲۰۱۹ برنده سه جایزه بهترین بازیگر نقش اول کمدی بهترین نویسنده و همچنین برای بهترین فیلم به عنوان سازنده سریال فلیبگ جایزه امی را دریافت کرد.

## فیلم‌شناسی

### فیلم
| سال  | عنوان                                             |
| ---- | ------------------------------------------------- |
| ۲۰۰۹ | The Reward                                        |
| ۲۰۱۱ | Beautiful Enough                                  |
| ۲۰۱۱ | Meconium                                          |
| ۲۰۱۱ | آلبرت نابز                                        |
| ۲۰۱۱ | بانوی آهنی                                        |
| ۲۰۱۵ | مرد باش                                           |
| ۲۰۱۵ | Incident on the Northern Line                     |
| ۲۰۱۶ | The 12 days of Christmas - A tale of avian misery |
| ۲۰۱۷ | خداحافظ کریستوفر رابین                            |
| ۲۰۱۸ | Careful How You Go                                |
| ۲۰۱۸ | سولو: داستانی از جنگ ستارگان                      |
| ۲۰۱۹ | فلیبگ                                             |
| ۲۰۲۱ | زمانی برای مردن نیست                              |
| ۲۰۲۲ | ایندیانا جونز و گردانه سرنوشت                     |